# 浄法寺村
浄法寺村（じょうほうじむら）は、福井県吉田郡にあった村。現在の永平寺町のうち九頭竜川以北の大部分にあたる。

## 村名の由来
中心地名「上浄法寺」「下浄法寺」および浄法寺山に由来すると思われる。
浄法寺郵便局、および大字吉波から九頭竜川に架かる「浄法寺橋」にも名をとどめる。

## 沿革
- 1889年4月1日 - 町村制の施行により、上浄法寺村、下浄法寺村、栃原村、吉波村及び岩野村の区域をもって、浄法寺村が発足する。
- 1954年3月31日 - 志比谷村、下志比村及び浄法寺村が合併して、志比村が発足する。

## 交通

### 鉄道
村内には通っていなかった。九頭竜川対岸を走る京福電気鉄道越前本線の轟駅および越前野中駅が最寄りであった。

## 大字
- 上浄法寺（かみじょほうじ）
- 下浄法寺（しもじょほうじ）
  - 以上2件は当村名「じょうほうじ」とは読みが異なる。
- 栃原（とちはら）
- 吉波（よしなみ）
- 岩野（いわの）